# Guy Nulens
Guy Nulens (Hasselt, 27 de octubre de 1957) es un ex-ciclista belga, profesional entre 1979 y 1995. Participó 15 veces consecutivas en el Tour de Francia, siendo uno de los ciclistas que más veces ha corrido la ronda gala.

## Palmarés
1978
- Vuelta a l'Empordà

1979
- Vuelta en la Provincia de Lieja, más 2 etapas
- Trofeo Alcide Degasperi
- 1 etapa en el Circuito franco-belga
- 1 etapa en la Vuelta a Limburgo amateur
- 1 etapa en la Étoile des Espoirs

1981
- Vencedor de una etapa en la Vuelta a Suiza

1984
- 1 etapa en el Critérium del Dauphiné Libéré

1985
- Estrella de Bessèges, más 1 etapa

1986
- 1 etapa en la Vuelta en Suiza

1993
- 2º en el Campeonato de Bélgica en Ruta

## Resultados en las grandes vueltas
| Carrera         | 1980 | 1981 | 1982 | 1983 | 1984 | 1985  | 1986  | 1987 | 1988 | 1989 | 1990 | 1991 | 1992 | 1993 | 1994 |
| --------------- | ---- | ---- | ---- | ---- | ---- | ----- | ----- | ---- | ---- | ---- | ---- | ---- | ---- | ---- | ---- |
| Giro de Italia  | -    | -    | -    | 26º  | -    | -     | 48.º  | -    | -    | -    | -    | -    | -    | -    | -    |
| Tour de Francia | Ab.  | 52.º | 22.º | Ab.  | 24.º | 113.º | 54.º  | 61.º | 38.º | 55.º | 54.º | 62.º | 77.º | 67.º | 88.º |
| Vuelta a España | -    | -    | -    | 27.º | -    | -     | 117.º | -    | -    | -    | -    | -    | -    | -    | -    |